# 서리나 볼든
서리나 이저벨 캘포 볼든(영어: Sarina Isabel Calpo Bolden, 1996년 6월 30일~)은 미국 출신 필리핀의 여자 축구 선수로 현재 이탈리아 세리에 A 펨메닐레의 FC 코모 위민에서 공격수로 활동 중이며 필리핀 여자 대표팀 A매치 최다 득점자이다.

## 어린 시절
1996년 6월 30일 미국 캘리포니아주 샌타클래라에서 셰리와 로버트 볼든 부부 사이에서 1남 1녀 중 장녀로 태어나 밀피타스에 위치한 밀피타스 고등학교에 다니면서 여자 축구팀과 소프트볼 팀에서 뛰었다.
이후 2015년 샌타클래라밸리 엘카미노 디비전(SCVAL) 시즌에서 밀피타스 하이 스쿨 트로전스의 우승을 이끌었고 또한 2013년부터 2015년까지 3년 동안 올SCVAL(All-SCVAL) 1군 선발 명단에 이름을 올렸다. 
그리고 엘리트 클럽 내셔널리그(ECNL)에 합류한 뒤 MLVA 머큐리 블랙 '96의 2014 시즌 ECNL 내셔널 플레이오프 진출에 기여했으며 2013 시즌과 2015 시즌에서는 디앤자 포스 '95의 ECNL 노스웨스트 컨퍼런스 챔피언십 우승에도 크게 이바지했다.

## 대학 경력
2015년부터 2018년까지 로스앤젤레스에 위치한 로욜라 메리마운트 대학교에 재학하면서 대학교 산하 여자 축구 클럽인 로욜라 메리마운트 라이언스에서 뛰었고 2016 시즌에서는 올웨스트코스트 컨퍼런스 퍼스트팀과 NSCAA 올웨스트 지역팀의 일원으로 활동하며 6골을 터뜨리기도 했다.

## 클럽 경력
2019년 스웨덴 여자 2부 리그의 산드비켄 IF 입단을 통해 프로 무대에 본격적으로 뛰어들었고 이듬해인 2020년에는 대만 뮬란 풋볼 리그의 신베이 항위안에서 뛰다가 2021년에는 미국 위민스 프리미어 사커 리그의 샌프란시스코 나이트호크스에서 활동했다.
그러다가 같은 해 6월 일본 위민 임파우어먼트 리그의 지후레 AS 엘펜 사이타마로 이적했고 4개월 후인 10월 10일에는 도쿄 베르디 벨레자와의 경기에서 후반 17분 교체 투입을 통해 일본 여자 리그 데뷔전을 치렀으며 이후 2022년 12월 호주 A리그 위민의 웨스턴 시드니 원더러스로 이적했다.
이적 후 2022-23 시즌 리그 10경기 1골을 기록한 뒤 2023-24 시즌을 앞두고 같은 호주 A리그 위민 소속팀인 뉴캐슬 제츠 위민으로 이적하여 15경기 12골로 득점 랭킹 공동 2위에 오르며 팀의 6년만의 통산 3번째 4강 플레이오프 진출에 기여했다.

## 국가대표팀 경력
로욜라 메리마운트 대학교 산하 여자 축구팀에서의 활약을 인정받아 2017년 4월 플로리다주 올랜도에서 열린 미국 U-23 여자 축구 대표팀의 훈련 캠프에 초청되었고 이후 같은 해 말경에 필리핀 혈통을 가지고 있던 상황에서 필리핀 여자 축구 국가대표팀이 주관하는 훈련 캠프에 참가했다가 당시 필리핀 여자 대표팀 감독인 리처드 분의 주목을 받게 되었다.
그리고 필리핀 여자 대표팀 소속으로 이듬해에 열린 2018년 AFC 여자 아시안컵 본선 명단에 이름을 올렸고 개최국 요르단과의 A조 조별리그 1차전에서 A매치 데뷔전을 치르자마자 후반 31분경 국가대표팀 데뷔골을 신고하며 팀의 2-1 승리에 기여했다.
그러나 팀은 이후 중국과의 2차전에서는 0-3으로 완패했고 같은 동남아시아팀인 태국과의 최종전에서도 1-3으로 패하며 5·6위 결정전으로 밀려났으며 대한민국과의 5·6위 결정전에서도 0-5로 대패를 당하면서 2019년 FIFA 여자 월드컵 본선 진출이 좌절되었다.
그러나 이듬해에 홈에서 열린 2019년 동남아시아 경기 대회에 출전하여 말레이시아와의 A조 2차전에서 해트트릭을 작성하며 팀의 동메달 획득을 이끌었고 그 뒤 같은 동남아시아팀인 인도네시아와의 2022년 AFC 여자 아시안컵 B조 조별리그 최종전에서 득점을 성공시키며 필리핀 축구 역사상 첫 월드컵 본선 진출의 기적을 일궈냈다.
이후 홈에서 열린 2022년 AFF 여자 챔피언십에 참가하여 인도네시아전 해트트릭을 비롯해 무려 7골로 베트남의 후인느와 함께 대회 공동 득점상을 수상하며 필리핀 남녀 대표팀을 통틀어 역사상 첫 AFF 챔피언십 우승의 주역으로 활약했다.
그리고 2023년 FIFA 여자 월드컵 본선에 출전하여 팀은 비록 A조 조별리그에서 최하위에 머무르며 탈락의 고배를 마셨지만 홈팀 뉴질랜드와의 2차전에서 선제골이자 결승골을 터뜨리며 필리핀 축구 역사상 월드컵 첫 승을 안겼고 이후 코로나19 범유행의 여파로 인해 같은 해에 항저우에서 열린 2022년 아시안 게임을 통해 처음으로 아시안 게임 무대를 밟아 4경기에서 4골을 터뜨리며 남녀 대표팀을 통틀어 1958년 대회 이후 65년만의 아시안 게임 8강 진출을 이끌었다.

## 개인사
볼든의 사촌 자매인 제일런 브라운과 리앤 브라운은 현재 각각 전미 독립 축구 협회의 스텀프타운 AC, 내셔널 위민스 사커 리그의 시애틀 레인에서 활동하고 있다.

## 대회 성적

### 국가대표팀
필리핀 (여자)
- AFC 여자 아시안컵 : 4강 (2022)
- 동남아시아 경기 대회 : 동메달 (2019)
- 아세안 여자 챔피언십 : 우승 (2022)

### 개인
- 아세안 여자 챔피언십 득점상 : 2022 (7골 / 공동 수상)